# 대한민국 형사소송법 제270조
대한민국 형사소송법 제270조는 공판기일의 변경에 대한 형사소송법의 조문이다.

## 조문
제270조(공판기일의 변경) ① 재판장은 직권 또는 검사, 피고인이나 변호인의 신청에 의하여 공판기일을 변경할 수 있다.
②공판기일 변경신청을 기각한 명령은 송달하지 아니한다.

## 참고 문헌
- 손동권 신이철, 새로운 형사소송법(초판, 2013), 세창, 2013. ISBN 9788984114081